# Râul Fălcoaia
Râul Fălcoaia este un curs de apă, afluent al râului Siret. 